# El cavaller blau
El cavaller blau (en alemany: Der Blaue Reiter) és un quadre pintat el 1903 pel pintor rus Vassili Kandinski. Forma part d'una col·lecció privada.
L'obre representa un cavaller que, vestit de blau està muntat sobre el seu cavall blanc, cavalcant veloç sota un turó verd daurat. Aquest turó és delimitat per una delicada línia corba que declina de dreta a esquerra sobre la qual hi ha uns àlbers de fulla groguenca, un clar signe del fet que ens trobem en plena tardor.
El quadre, una de les més importants obres del pintor rus, es tracta d'un quadre expressionista amb alguna influència de l'abstracció. Alguns analistes veuen un nen en els braços del cavaller.
Kandinski va pintar aquest quadre també perquè li encantaven les llegendes i els contes de fades de l'edat mitjana alemanya i de la tradició popular russa. En particular, l'artista era aficionat a la figura del cavaller que per combatre el mal superava les proves més àrdues i els perills més esfereïdors: són el símbol de la lluita entre el bé i el mal, de la batalla de l'esperit contra el materialisme. El títol d'aquest quadre va inspirar Kandinski i Marc en el nom del grup que fundarien: Der Blaue Reiter.